# Le Nid des marsupilamis
 (mai 2023).
Si vous disposez d'ouvrages ou d'articles de référence ou si vous connaissez des sites web de qualité traitant du thème abordé ici, merci de compléter l'article en donnant les références utiles à sa vérifiabilité et en les liant à la section « Notes et références ».
Le Nid des marsupilamis est la quarante-troisième histoire de la série Spirou et Fantasio d'André Franquin. Elle est publiée pour la première fois dans Spirou du no 969 au no 991.

## Description

### Synopsis
Revenus de leur voyage en Afrique (cf. Le gorille a bonne mine), Spirou et Fantasio se voient proposer de donner une conférence sur le sujet. Considérant que le temps et les moyens lui manquent pour la mettre au point, et qu'il avait besoin de se reposer, Fantasio n'est pas très chaud, mais il accepte.
Or, quelques instants plus tard, l'organisateur de la conférence Monsieur Du Randubois les informe qu'on lui propose un « reportage extraordinaire », et que par conséquent, leur conférence sur les gorilles n'est plus d'actualité. Le soir même, ils apprennent que c'est Seccotine qui fera une conférence à leur place, et que le thème n'est autre que la vie d'un marsupilami filmé en Palombie.
Le déroulement du film de Seccotine constitue l'essentiel de l'histoire : on y découvre un marsupilami qui rencontre une femelle, fonde un foyer et a trois petits qu'il doit protéger du jaguar, des piranhas et d'autres dangers de la forêt (vierge) palombienne.
Après la conférence, Spirou et Fantasio vont féliciter Seccotine pour la qualité de son travail.

### Personnages
- Spirou
- Fantasio
- Spip
- Le marsupilami
- Seccotine

## Genèse
Franquin a dessiné le "Nid des Marsupilamis" pendant la grossesse de son épouse et la naissance de sa fille Isabelle et ce sera "le best-seller de la série".

## Anecdotes
Au début du récit, "la publicité est toujours plus envahissante"  et l'auteur instille des "gags dans les gags" comme le panneau d'un chantier devant lequel passe le scooter de Seccotine, où est dessiné un ouvrier travaillant qui est en fait Gaston Lagaffe assoupi sur sa pelle.

## Accueil
On a accusé Franquin de sexisme dans la représentation de la journaliste Seccotine parce qu'elle conduit une vespa "de façon désastreuse", ce qui est contesté par son biographe Bob Garcia, qui rappelle que dans "Vacances sans histoire" que c'est au contraire Fantasio  conduit  "de façon désastreuse" au point de manquer de renverser la même  Seccotine, circulant sur une vespa et que de "nombreux accidents de voiture" sont commis par des hommes dans la série, notamment trois personnages masculins différents. Franquin a éludé ces critiques en déclarant que "les clivages en tout genre, racisme, antiracisme, machisme, féminisme, etc, sont la source de la ségrégation".

## Publication

### Revues
L'histoire est publiée pour la première fois dans Spirou (initialement sous le nom Le film de l’année : le Marsupilami) du no 969 au no 991,.

### Album
L'histoire figure dans l'album Le Nid des marsupilamis, lequel contient également La Foire aux gangsters.
L'album a bénéficié d'un premier tirage de luxe, édité par les Editions du Lion, en 1985. Il a ensuite bénéficié d'un second tirage de luxe, édité par Marsu Productions, en 2006.

## Postérité
À partir des années 1980, Franquin réutilise les marsupilamis du reportage de Seccotine pour créer sa propre série sur le Marsupilami.
Certaines scènes de l'album sont utilisées dans le film Sur la piste du Marsupilami.

### Adaptations
En 1983, Le Nid des marsupilamis est adapté en conte audio, sous forme d'un livre-disque édité par Adès dans sa collection Le petit ménestrel, sous le titre Les Bébés Marsupilamis avec la voix de Roger Carel.